# オープンの定義

オープンコンテントのロゴ

オープンの定義（オープンのていぎ、英: The Open Definition）は、あらゆる種類のデータ、コンテンツ、その他の知識に対するオープン性を定義するためにオープンナレッジ財団（OKF）によって公開されている。定義の目的は、知識に関する「オープン」という語の意味を明確にすることである。この定義は哲学的にはオープンソースソフトウェア運動と自由ソフトウェア運動の双方に由来するが、コピーレフトのように派生物にオープンなライセンスを課す原則よりも、ライセンス互換性を優先している。オープンの定義には、オープンライセンスとみなされるために必要な要件が含まれており、OKFは互換性のあるライセンスの一覧を管理している。また、オープンアクセス、機械可読性、およびオープンフォーマットの使用も要件とされている。OKFによるOpen Software Service Definitionは、このオープンの定義を元に作成されたものである。

## 背景
オープンナレッジ財団（OKF）は、イギリスに拠点を置くNGOであり、2006年にこの定義の策定に着手した。OKFによれば、オープンの定義はブルース・ペレンスによる『オープンソースの定義』に「本質的に派生している」ものであり、リチャード・ストールマンの「ソフトウェアの自由」という理念を継承するものである。『オープンソースの定義』は、ライセンスがオープンソースかどうかを判断するための最も広く使用されている基準であり、その起源は『Debianフリーソフトウェアガイドライン』にある。デイビット・ウィレイによる、現在は廃止された『Open Content License』（保持、改訂、リミックス、再利用、再配布を許可）と似ているものの、オープンの定義はより具体的である。本定義はオープンガバナンスではなく、アクセスと再利用の自由に重点を置いている。定義の目的は知識に関する「オープン」という語の意味を明確にすることである。

## 内容
定義（バージョン2.1）は次のように要約されている。「知識は、誰もが自由にアクセスし、使用し、改変し、共有できるものである。ただし、その出所とオープン性を保持するための措置に限り条件とする」。前バージョン（1.0）は、「コンテンツやデータがオープンであるとは、誰もがそれを使用し、再使用し、再配布できることであり、その際の条件はせいぜい帰属の要求と継承に限られる」としていた。新しいバージョンでは、デジタル著作権管理（DRM）技術を用いてオープン性を損なうことは許されないことが明示されている。
定義にはオープンナレッジのための詳細な基準が含まれている。オープンデータの観点では、定義は次の4つの主要側面を対象としている：
- オープンライセンス―詳細は下記参照
- オープンアクセス―コンテンツ全体が無料、あるいは一度きりの妥当な複製費用で入手可能でなければならず、「インターネット経由で無料でダウンロードできるのが望ましい」とされている[8]
- 機械可読性―「当該作品はコンピューターによって処理可能な形式で提供され、かつ個々の要素が容易にアクセス・改変できなければならない」[8]
- オープンフォーマットの使用―少なくとも1つのFOSSツールで閲覧および改変できなければならない[8]

このように、オープンの定義の要件は、単なるオープンライセンスを超え、技術的障壁や価格の排除・緩和をも求めている。

### ライセンス
定義は、ライセンスがオープンでなければならない9つの領域と、コンテンツに課すことのできる7つの制限を列挙している。OKFは、知識に適用可能な互換・非互換ライセンスの一覧を管理している。2017年現在年時点では、特に6つのライセンスが推奨されていた。定義を満たす独自ライセンスの作成も可能ではあるが、その場合、再利用の際に互換性の問題が生じる可能性が高い。オープンの定義では、コピーレフト条項（再利用をオープンなライセンス下に求めること）は容認されているが、推奨はされていない。重視されるのはライセンスの互換性である。商用利用を禁じる（つまり金銭的利益を目的とした利用を禁じる）ライセンスや、派生作品を認めないライセンスは、オープンの定義を満たさない。

## 代替案
オープンデータに関わるコミュニティの大多数は、技術企業ガートナーによる定義（利用と再配布のみを対象）などの競合案よりもオープンの定義を支持している。オープンの定義が標準として提供する価値は、ライセンス互換性の維持および、データ共有・再利用方針によるオープン性の低下を防ぐことにある。
他の一部のオープンナレッジの定義とは異なり、オープンの定義はアクセスの自由に加えて再利用の自由も要求している。そのため、多くのオープンアクセス科学出版物はオープンの定義を満たしていない。

## 派生定義
OKFの『Open Software Service Definition』では、Software as a ServiceのコードがFOSSであること、および個人情報を含まないデータがオープンの定義の下で利用可能であることを要求している。弁護士アンドリュー・カッツは、この定義が透明性の保証やベンダーロックイン（企業が他社への乗り換えを意図的に困難にする行為）の防止に不十分であると批判している。彼は、完全に文書化された自由に利用可能なAPIおよび一括データエクスポートの要件を追加することで、ロックインを軽減できると提案している。